# Soslan Ramonov
 Soslan Lyudvikovich Ramonov (en russe : Сослан Людвикович Рамонов, en ossète : Рæмонаты Людвичы фырт Сослан, né le 1er janvier 1991 à Tskhinvali) est un lutteur russe, de nationalité ossète, spécialiste de la lutte libre.
En 2014, il remporte le titre national et mondial dans la catégorie des moins de 65 kg. Son entraîneur est Anatoliy Margiyev et par son oncle, Stanislav Ramonov. Dans la finale du tournoi international Aleksandr Medved, il bat Frank Chamizo.